# The Truman Show
The Truman Show (en España, El show de Truman (una vida en directo); en Hispanoamérica, The Truman Show: Historia de una vida) es una película estadounidense de 1998 de comedia dramática y ciencia ficción dirigida por Peter Weir, escrita por Andrew Niccol, y producida por Edward S. Feldman, Niccol, Scott Rudin y Adam Schroeder. El filme está protagonizado por Jim Carrey en el papel de Truman Burbank; adoptado y criado por una corporación dentro de un show televisivo de realidad simulada que se centra en su vida, hasta que lo descubre y decide escapar. El resto del reparto está compuesto por Laura Linney, Noah Emmerich, Natascha McElhone, Ed Harris, Holland Taylor y Brian Delate.
The Truman Show se originó a partir de un guion pensado para una película de suspenso y ciencia ficción ambientada en la ciudad de Nueva York. Scott Rudin compró el guion para producirlo con Paramount Pictures como distribuidora. La cinta iba a ser dirigida por Brian De Palma, pero finalmente Weir fue contratado como director; realizando el filme con sesenta millones de dólares, veinte millones menos de lo que se estimó en un principio. Niccol reescribió el guion mientras que la producción esperaba que Carrey se uniera al proyecto. La mayor parte de la filmación se llevó a cabo en Seaside, una comunidad planificada ubicada en el mango de Florida.
El filme fue un éxito en taquilla, recibió elogios por parte de la crítica cinematográfica y fue candidato a los premios Óscar, Globo de Oro, BAFTA y Saturn. The Truman Show ha sido estudiada como tesis en cristianismo, metafilosofía, realidad simulada, vigilancia, existencialismo y telerrealidad.

## Argumento
Truman Burbank (Jim Carrey), está frente a las cámaras aún antes de nacer, aunque no es consciente de este hecho. La vida de Truman es filmada a través de miles de cámaras ocultas —las 24 horas del día— y es transmitida en vivo a todo el mundo, permitiendo al productor ejecutivo Christof (Ed Harris) captar la emoción real de Truman y el comportamiento humano cuando se pone en determinadas situaciones. La ciudad natal de Truman, Seahaven, es un decorado construido bajo una cúpula tan grande que incluye un sol, firmamento y mar artificiales siendo por su tamaño visible desde el espacio; este set está poblado por actores de la serie y del equipo, lo que permite a Christof controlar cada aspecto de la vida de Truman, incluso el clima o la duración de los días. 
Para evitar que Truman descubra su falsa realidad, Christof ha utilizado todos los medios para anular su sentido de exploración y deseo de salir de Seahaven (incluyendo fingir la muerte de su padre en un viaje de pesca para infundir en él miedo al agua). Sin embargo, pese al control de Christof, Truman ha sabido comportarse de maneras inesperadas; especialmente enamorándose en su adolescencia de la extra Sylvia (Natascha McElhone), en vez de Meryl (Laura Linney) la actriz destinada a ser su novia. Aunque Sylvia es retirada de la serie rápidamente, explicándole a Truman que su familia debía mudarse a Fiyi, él todavía la recuerda. Además, Sylvia ha iniciado el «Free Truman», una campaña que lucha para que Truman sea liberado de la serie. Tras esto Truman, como había sido planificado por Christof, inicia una relación con Meryl y finalmente acabó siendo su esposa; a pesar de lo cual él jamás ha olvidado a Sylvia, teniendo como costumbre comprar revistas femeninas para recortar de las fotografías los rasgos que le recuerdan a la muchacha.
Durante el trigésimo año de emisión del programa Truman descubre hechos que parecen fuera de lugar; como un foco usado para simular el firmamento nocturno que casi lo golpea al desprenderse (tras lo que rápidamente anuncian por la radio local que fue una luz de aterrizaje que se había desprendido de un avión), una conversación acerca de un «Truman Show» por parte del equipo de filmación en su radio del coche (que describe su viaje matutino al trabajo), el hecho que descubre un patrón repetitivo en el modo en que la gente (los extras) se mueven por la calle y la perturbadora coincidencia que hace que cada vez que algo despierta las sospechas de Truman algún medio de comunicación comunica al instante una noticia que explica racionalmente el fenómeno. 
Estos acontecimientos hacen que Truman comience a cuestionar su vida, dándose cuenta de que gran parte de la ciudad parece girar en torno a él. Truman trata de escapar de Seahaven; pero se lo impiden una serie de convenientes acontecimientos como la falta de vuelos, averías del autobús, embotellamientos de tráfico y una aparente fuga en una central nuclear. Meryl no puede aguantar el estrés y renuncia al programa, y Christof trae de vuelta al padre de Truman; esperando que su presencia hará que Truman deje de intentar escapar por lo que la versión para Truman es que sobrevivió al accidente y estando amnésico vagó por décadas hasta recordar quién era y tras recuperar la memoria regresó a Seaheaven. 
Aunque por un tiempo la vida de Truman parece haber vuelto a la normalidad tras reencontrarse con su padre y conociendo a una nueva colega de trabajo que Christof ha introducido para que sea su nueva novia. Sin embargo, solo resulta ser un alivio temporal, Truman pronto se aísla y empieza a quedarse solo en su sótano. Una noche, Truman consigue escapar del sótano sin ser detectado a través de un túnel secreto, lo que obliga a Christof a suspender la emisión del show por primera vez en la historia. Esto provoca un aumento de la audiencia, con muchos espectadores (incluyendo a Sylvia), que desean que Truman logre fugarse.
Por orden de Christof, cada actor y miembro del reparto inicia una búsqueda en toda la ciudad; al no tener resultados por falta de luz, decide adelantar el día activando el sol artificial de la ciudad. Meditando un poco, deciden buscar en el mar y descubren que Truman trata de huir en barco y restauran la emisión; pero Christof decide provocar una gran tormenta para tratar de volcar la embarcación y explotar la fobia de Truman, sin embargo este se inspira en un retrato de Sylvia que ha hecho con sus recortes de revistas y se ata al barco para evitar ceder ante el miedo. La determinación de Truman lleva a Christof a poner fin a la tormenta, paralelamente el público en su totalidad se pone de parte de Truman y reprueba los actos con que Christof intenta obligarlo a quedarse. Mientras Truman se recupera, el barco llega al borde de la cúpula, chocando la proa con el cielo pintado en la pared. Truman, aterrorizado, por un momento cree que no existe una salida; pero descubre la existencia de un tramo de escaleras cercano, el cual conduce a una puerta en la que existe un rótulo «Salida».
Al ver que escapará de su mundo, Christof le habla directamente a través de un sistema de sonido de gran alcance, tratando de convencerlo de quedarse, demostrando en su actitud que se siente parte padre de Truman y parte Dios. Argumenta que no hay más verdad en el mundo real que la que existe en su propio mundo artificial y que debe quedarse allí ya que está libre de los peligros del mundo, y su deber es alegrar a la gente que lo sintoniza; impaciente por el silencio de Truman, Christof se exalta y le exige que hable ya que está en vivo para todo el mundo. Truman, después de pensarlo un momento, dice su famosa frase: «Y por si no nos vemos, ¡buenos días, buenas tardes y buenas noches!» y haciendo una reverencia frente a la cámara atraviesa la puerta hacia el mundo real. Los telespectadores celebran la fuga de Truman, mientras Sylvia rápidamente sale de su apartamento para reunirse con él. 
El equipo ejecutivo ordena el corte de la emisión. Como el espectáculo ha terminado, se muestra a la audiencia del show buscando otro programa que ver.

## Reparto
- Jim Carrey como Truman Burbank, elegido entre seis embarazos no deseados y primer niño adoptado legalmente por una corporación. Truman desconoce que su vida diaria es transmitida continuamente al mundo entero. Tiene un trabajo en una empresa de seguros y está casado, pero comienza a percibir que su ámbito no es lo que parece ser. Robin Williams fue tenido en cuenta para el papel, pero Wier seleccionó a Carrey después de verlo en Ace Ventura.[4] Carrey aprovechó la oportunidad para mostrarse como actor dramático, alejándose de los roles cómicos.[5] El actor, que en ese entonces normalmente cobraba veinte millones de dólares por filme, aceptó hacer The Truman Show por doce millones.[6] En un principio, el trabajo en conjunto entre Carrey y Weir fue dificultoso (el contrato de Carrey le daba derecho a exigir reescrituras), pero Weir se vio impresionado con las habilidades de Carrey para improvisar y la relación entre ambos se volvió más interactiva.[4] La escena en la que Truman declara «este planeta Trumania de la galaxia Burbank» al espejo del baño fue idea de Carrey.[7]
- Ed Harris como Christof, el creador de «The Truman Show». Christof se dedica al programa a toda costa, muchas veces supervisando y dirigiendo su curso en persona (en vez de a través de asistentes). Originalmente se eligió a Dennis Hopper para el papel, pero abandonó el proyecto durante la filmación en abril de 1997 debido a diferencias creativas. Fue reemplazado por Harris a último momento.[6] Hopper declaró más tarde que fue despedido después de dos días porque Weir y el productor Scott Rudin habían hecho un trato de que si ambos no aprobaban la actuación de Hopper, lo reemplazarían. Otros actores rechazaron el rol después del abandono de Hopper.[7] Harris consideró interpretar a Christof con una joroba, pero a Weir no le gustó la idea.[4]
- Natascha McElhone como Sylvia interpretando a Lauren Garland (compañera de la universidad de Truman). Sylvia fue contratada para aparecer de extra como una estudiante llamada Lauren. Se involucra románticamente con Truman y trata de revelarle la verdad sobre su vida, pero es apartada del show antes de que logre hacerlo. Posteriormente se vuelve opositora a «The Truman Show», exigiéndole a Christof que libere a su protagonista.
- Laura Linney como Hannah Gill actuando como Meryl Burbank, la esposa de Truman, una enfermera del hospital local. Debido a que el show depende de la publicidad por emplazamiento para financiarse, a menudo Meryl muestra varios productos que ha comprado recientemente, una de las tantas rarezas que hacen que Truman se cuestione su vida. Su trabajo se trata principalmente de actuar como la esposa de Truman y en última instancia tener un hijo con él, a pesar de su reticencia para hacer ambas cosas. Linney estudió catálogos de Sears de los años 1950 para desarrollar las poses de su personaje.[8]
- Noah Emmerich como Louis Coltrane interpretando a Marlon, el mejor amigo de Truman desde la niñez. Marlon trabaja como operador de máquinas expendedoras para la compañía Goodies y le promete a Truman que nunca le mentiría, a pesar de los últimos eventos de su vida. Emmerich dijo: «Mi personaje sufre mucho. Se siente realmente culpable por engañar a Truman. Ha tenido problemas serios de adicción a las drogas durante muchos años. Ha entrado y salido de rehabilitación».[4] Muy poco de esto se muestra en la película terminada, pero varias escenas eliminadas muestran a Louis expresando activamente su culpa por la situación de Truman, y en una secuencia ve a Truman durante su escape y Louis deliberadamente no dice nada. Su nombre está formado con los nombres de dos músicos de jazz, Louis Armstrong y John Coltrane, y en una escena toca la trompeta.[9]
- Brian Delate como Walter Moore interpretando a Kirk Burbank, el padre de Truman. Cuando Truman era un niño, su personaje se ahogó para instalar en su hijo el miedo al agua que le impediría a Truman abandonar el set; sin embargo, aparece nuevamente en el set cuando Truman es un adulto. Esto provoca que Truman comience a cuestionar su vida, y mientras trata de escapar de ella, los guionistas se ven obligados a escribir una trama en donde Kirk no se había ahogado sino que había sufrido de amnesia.
- Holland Taylor como Alanis Montclair interpretando a Angela Burbank, la madre de Truman. Christof le ordena que intente convencer a Truman de tener hijos.
- Harry Shearer (cameo) como Mike Michaelson. Michaelson conduce «TruTalk», un programa de noticias y entretenimiento sobre «The Truman Show» que se transmite durante la mañana.
- Paul Giamatti como Simeon, uno de los operadores principales de efectos del programa. Se ve conflictuado cuando se le ordena que intente matar a Truman mediante una tormenta.
- Peter Krause como Laurence, jefe de Truman. En la oficina, Laurence a menudo interrumpe a Truman cuando habla sobre sus sueños de mudarse a Fiyi.
- Philip Glass, quien compuso y ejecutó parte de la música de la película, hace un cameo como un tecladista.
- Philip Baker Hall como un ejecutivo de la cadena que transmite «The Truman Show».

## Producción
Andrew Niccol completó un tratamiento de una página titulado The Malcolm Show en mayo de 1991. El borrador original tenía el tono de un thriller de ciencia ficción y la trama estaba ambientada en la ciudad de Nueva York. Niccol declaró: «Pienso que todo el mundo cuestiona la autenticidad de su vida en cierto punto. Es como cuando los niños preguntan si fueron adoptados». Durante el otoño de 1993, el productor Scott Rudin compró el guion por un poco más de un millón de dólares. Simultáneamente, Paramount Pictures estuvo de acuerdo con distribuir el filme. Parte del trato indicaba que el proyecto iba a ser dirigido por Niccol, su debut como director, pero Paramount sintió que la suma de ochenta millones de dólares aproximados del presupuesto iba a ser demasiado alta para él. Paramount quería contar con un director reconocido y le pagó a Niccol dinero extra para que diera un paso al costado. Brian De Palma estuvo en negociaciones para dirigir antes de que abandonara la United Talent Agency en marzo de 1994. Algunos de los directores que fueron tenidos en cuenta después de De Palma fueron Tim Burton, Terry Gilliam y Barry Sonnenfeld; antes de que Peter Weir fuese contratado a principios de 1995, después de ser recomendado por Niccol. Bryan Singer quería dirigir pero Paramount se decidió por el más experimentado, Weir.
Weir quería que el filme fuese más gracioso, sentía que el guion de Niccol era demasiado oscuro; declaró: «Donde él [Niccol] lo hacía deprimente, yo lo puedo hacer ligero. Podría convencer al público de que puede ver un show de estas dimensiones todo el tiempo». Niccol escribió dieciséis borradores del guion antes de que Weir lo consideró pronto para filmarse. Más tarde en 1995, Jim Carrey firmó como protagonista; pero debido a compromisos con The Cable Guy y Liar Liar, no iba a estar disponible para empezar a filmar hasta por lo menos otro año. Weir consideró que Carrey era perfecto para el papel y prefirió esperar un año en vez de seleccionar a otro actor. Niccol reescribió el guion doce veces, mientras que Weir creó un libro ficticio sobre la historia del show. Imaginó historias de fondo para los personajes y animó a los actores a que hicieran lo mismo.
Weir recorrió locaciones en el este de Florida pero los paisajes no lo convencieron. Se reservaron escenarios en Universal Studios para la historia ambientada en Seahaven antes de que la esposa de Weir le mostrara a este Seaside, una comunidad planificada ubicada en el mango de Florida. Inmediatamente se instalaron oficinas de preproducción en Seaside, donde se llevó a cabo la mayor parte del rodaje. Otras escenas se filmaron en Paramount Studios en Los Ángeles, California. Se utilizaron pinturas de Norman Rockwell y postales de los años 1960 para inspirar el diseño de la película. Weir, Peter Biziou y Dennis Gassner estudiaron técnicas de vigilancia para crear ciertos planos.
La estética general estuvo influenciada por imágenes televisivas, particularmente comerciales. Muchos planos presentan personajes acercándose a la cámara con los ojos totalmente abiertos, y las escenas interiores están muy iluminadas; porque Weir quería recordarle al público que «en este mundo, todo está a la venta». A quienes estuvieron encargados del trabajo de efectos visuales la película les resultó difícil de hacer, porque 1997 fue el año en que muchas compañía de efectos visuales estaban tratando de pasarse a la imagen generada por computadora (CGI). Se usó CGI para crear las partes superiores de algunos edificios grandes del set del centro de la ciudad. Craig Barron, uno de los supervisores de efectos, dijo que esos modelos digitales no tenían que verse tan detallados y envejecidos como normalmente se verían en una película debido al aspecto artificial de todo el pueblo, aunque sí imitaron ligeras manchas presentes en las edificaciones reales.

## Música
La banda sonora fue compuesta por Burkhard Dallwitz, quien fue contratado después de que Peter Weir recibiera una cinta de su trabajo mientras se encontraba en Australia durante la posproducción. Algunas partes del soundtrack fueron compuestas por Philip Glass, incluyendo composiciones presentes en trabajos previos (Powaqqatsi, Anima Mundi y Mishima). Glass y Dallwitz ganaron el Globo de Oro a la mejor banda sonora. El sitio AllMusic calificó el álbum de banda sonora con cuatro estrellas sobre cinco y lo llamó «uno de los soundtracks más intrigantes de 1998».
El filme también incluye «Romance-Larghetto» de Frédéric Chopin de su primer concierto para piano interpretada por Arthur Rubinstein, «Rondo Alla Turca» de Wolfgang Amadeus Mozart de su sonata para piano n.º 11 interpretada por Wilhelm Kempff, «Father Kolbe's Preaching» de Wojciech Kilar interpretada por la Orquesta Filarmónica Nacional de Polonia y «20th Century Boy» interpretada por la banda rockabilly The Big Six.
| The Truman Show: Music from the Motion Picture |                                                          |                 |          |  |
| N.º                                            | Título                                                   | Escritor(es)    | Duración |  |
| 1.                                             | «Trutalk»                                                | Dallwitz        | 1:18     |  |
| 2.                                             | «It's A Life»                                            | Dallwitz        | 1:29     |  |
| 3.                                             | «Aquaphobia»                                             | Dallwitz        | 0:40     |  |
| 4.                                             | «Dreaming of Fiji»                                       | Glass           | 1:54     |  |
| 5.                                             | «Flashback»                                              | Dallwitz        | 1:19     |  |
| 6.                                             | «Anthem - Part 2»                                        | Glass           | 3:50     |  |
| 7.                                             | «The Beginning»                                          | Glass           | 4:06     |  |
| 8.                                             | «Romance-Larghetto» (Interpretada por Arthur Rubinstein) | Frédéric Chopin | 10:42    |  |
| 9.                                             | «Drive»                                                  | Dallwitz        | 3:34     |  |
| 10.                                            | «Underground»                                            | Dallwitz        | 0:56     |  |
| 11.                                            | «Do Something!»                                          | Dallwitz        | 0:44     |  |
| 12.                                            | «Living Waters»                                          | Glass           | 3:48     |  |
| 13.                                            | «Reunion»                                                | Dallwitz        | 2:26     |  |
| 14.                                            | «Truman Sleeps»                                          | Glass           | 1:51     |  |
| 15.                                            | «Truman Sets Sail»                                       | Dallwitz        | 1:55     |  |
| 16.                                            | «Underground/Storm»                                      | Dallwitz        | 3:37     |  |
| 17.                                            | «Raising the Sail»                                       | Glass           | 2:13     |  |
| 18.                                            | «Father Kolbe's Preaching»                               | Wojciech Kilar  | 2:26     |  |
| 19.                                            | «Opening»                                                | Glass           | 2:14     |  |
| 20.                                            | «A New Life»                                             | Dallwitz        | 1:58     |  |
| 21.                                            | «20th Century Boy» (Interpretada por The Big Six)        | Marc Bolan      | 3:07     |  |

## Temáticas

### Analogía religiosa
El escritor Benson Y. Parkinson de la Association for Mormon Letters notó que Christof representaba a Jesús como un «off-Christ» («Christ-off») o Anticristo, comparando su personaje de megalómano productor de Hollywood con Lucifer. La conversación entre Truman y Marlon en el puente puede ser comparada con la de Moisés y Dios en el Éxodo.
En C.S. Lewis and Narnia for Dummies de Rich Wagner, Christof es comparado con Escrutopo, el personaje de Cartas del diablo a su sobrino de C. S. Lewis.

### Medios
En 2008, la revista Popular Mechanics nombró a The Truman Show una de las diez películas de ciencia ficción más proféticas. El periodista Erik Sofge argumentó que la trama refleja la falsedad de los reality shows. «Truman simplemente vive, y la popularidad del show es su voyeurismo directo. Y como Big Brother, Survivor y cualquier otro reality show al aire, ninguno de sus ambientes es real». Consideró una coincidencia inquietante que Big Brother haya debutado un año después del estreno de la película, y también comparó el filme con el programa de 2003 The Joe Schmo Show: «A diferencia de Truman, Matt Gould podía ver las cámaras, pero el resto de los participantes eran actores pagados, interpretando papeles de varios estereotipos de reality-show. Mientras que Matt al final se llevó todos los premios en el concurso arreglado, la broma constante del show estaba en el mismo rango existencial que The Truman Show». Weir declaró: «Siempre ha existido esta pregunta: ¿El público se esta volviendo más tonto? ¿O los cineastas los estamos tratando con condescendencia? ¿Es eso lo que quieren? ¿O es eso lo que les estamos dando? Pero el público asistió a mi película en grandes números. Y eso tiene que ser alentador».
Ronald Bishop de Journal of Communication Enquiry sugirió que The Truman Show exhibió el poderío de los medio de comunicación de masas. La vida de Truman sirve de inspiración a telespectadores en todo el mundo, sus vidas son controladas por la de él. Bishop comentó: «Al final, el poder de los medios se afirma en vez de ser desafiado. Estas películas y programas de televisión se apropian de nuestro encanto (y desencanto) con los medios y nos lo venden de vuelta».
Simone Knox, en su ensayo Reading The Truman Show inside out, sostiene que la película en sí trata de desdibujar la perspectiva objetiva y el espectáculo dentro de la película. Knox también dibuja un plano de los ángulos de cámara de la primera escena.

### Interpretación psicoanalítica
Un ensayo publicado por The International Journal of Psychoanalysis describió a Truman como: 

Un adolescente prototipo al principio de la película. Se siente atrapado dentro de un mundo familiar y social al que trata de ajustarse mientras es incapaz de identificarse del todo con él, creyendo que no tiene otra alternativa (aparte de fantasear con huir a una isla lejana). Finalmente, Truman logra ser lo suficientemente consciente de su condición para «dejar la casa»: desarrollando una identidad como hombre más madura y auténtica, dejando atrás su lado infantil y volviéndose un True-man [hombre verdadero].

### Utopía
Se pueden trazar paralelos con el libro de Thomas More de 1516, Utopía, en donde More describe una isla que tiene solamente una entrada y una salida. Solo aquellos que pertenecen a la isla saben cómo trasladarse sanos y salvos a través de las engañosas puertas. Esta situación es similar en The Truman Show porque hay entradas limitadas hacia el mundo que conoce Truman. Truman no pertenece a esa utopía a la cual ha sido implantado y un trauma de la niñez lo mantiene asustado ante la posibilidad de abandonar esa pequeña comunidad. Modelos utópicos del pasado tienden a incluir individuos parecidos entre sí y con mucho en común, comparables a Utopía de More y grupos de la vida real como los Shakers o la Comunidad de Oneida. Está claro que la gente en el mundo de Truman es similar entre sí con respecto a su esfuerzo en común para mantenerlo ajeno a la realidad. La apariencia suburbana «picket fence» del set del programa es remite al «sueño americano» de los años 1950. El concepto de «sueño americano» en el mundo de Truman es un intento de mantenerlo feliz e ignorante.

## Estreno
En un principio, el estreno en los cines estaba programado para el 8 de agosto de 1997, pero Paramount Pictures lo postergó para el 14 de noviembre del mismo año. La fecha se volvió a cambiar para principios de 1998 y más tarde para el verano del mismo año. NBC compró los derechos de radiodifusión en diciembre de 1997, alrededor de ocho meses antes del estreno del filme. En marzo de 2000, Turner Broadcasting System compró los derechos para transmitir la película a través de TBS.

### Recibimiento
The Truman Show recibió elogios por parte de la crítica cinematográfica. En Rotten Tomatoes, el filme tiene un puntaje positivo del 94 %, basado en 125 reseñas, con un puntaje promedio de 8,4 sobre 10. El consenso del sitio dice: «Un filme gracioso, sensible, que da para reflexionar, The Truman Show es digno de tener en cuenta por su notable visión profética de la cultura desmedida de la celebridad y de una nación con una insaciable sed por los detalles privados de vidas ordinarias». En Metacritic, el filme tiene un puntaje de 90 sobre 100, basado en 30 reseñas, siendo catalogada como una película «aclamada universalmente».
Calificando a la película con cuatro estrellas sobre cuatro, Roger Ebert la comparó con Forrest Gump, afirmando que tenía un balance justo entre comedia y drama. También le impresionó la actuación dramática de Jim Carrey. Kenneth Turan de Los Angeles Times escribió: «The Truman Show es atractiva emocionalmente sin perder la habilidad de emitir agudas preguntas satíricas como también lograr numerosas risas. Extraño filme que es inquietante a pesar de funcionar a la perfección dentro de las normas estándar de la industria». La nombró la mejor película de 1998. En junio de 2010, Entertainment Weekly nombró a Truman uno de los cien mejores personajes de los últimos veinte años.
James Berardinelli comentó que la película no es «el típico blockbuster con efectos especiales de verano» y le gustó la «carismática, sutil y efectiva» actuación de Carrey con las de Tom Hanks y James Stewart. Jonathan Rosenbaum del Chicago Reader escribió: «Innegablemente provocativa y razonablemente entretenida, The Truman Show es una de esas películas de trama sencilla cuyo concepto es tanto ingenioso como tonto». Tom Meek de Film Threat dijo que la cinta no era lo suficientemente graciosa pero que aún encontró «algo gratificante en su apariencia extravagante».

### Premios
En la 71.ª entrega de los premios Óscar, The Truman Show fue candidata a tres estatuillas, pero no logró llevarse ninguna. Peter Weir fue propuesto para el premio al mejor director; Ed Harris fue candidato al del mejor actor de reparto; y Andrew Niccol, al del mejor guion original. Muchos creían que Carrey iba a ser candidato a mejor actor y que la película sería candidata a mejor película, pero finalmente no sucedió. Asimismo, The Truman Show fue candidata a los Premios Globo de Oro en las categorías de mejor película dramática, mejor director y mejor guion. Jim Carrey y Ed Harris se llevaron los premios a mejor actor dramáticos y mejor actor de reparto; respectivamente, y Burkhard Dallwitz y Philip Glass consiguieron el premio a la mejor banda sonora.
En los Premios BAFTA, se premió a Weir (dirección), Niccol (guion original) y Dennis Gassner (diseño de producción). También fue candidata al premio a la mejor película y al de los mejores efectos visuales. Harris fue candidato al premio al mejor actor de reparto y Peter Biziou al de la mejor fotografía. The Truman Show fue un éxito en los Premios Saturn, donde ganó en las categorías de mejor película de fantasía y mejor guion. Carrey, Harris y Weir también fueron candidatos. El filme ganó el Hugo a la mejor representación dramática. Al mismo tiempo, en el 2006 el American Film Institute propuso que fuera incluida en su lista 100 años... 100 inspiraciones.
| Premio                                       | Categoría                        | Candidato                        | Resultado |
| -------------------------------------------- | -------------------------------- | -------------------------------- | --------- |
| ASCAP Film and Television Awards             | Top Box Office Film              | Burkhard Dallwitz                | Ganador   |
| ASCAP Film and Television Awards             | Top Box Office Films             | Philip Glass                     | Ganador   |
| Academy Awards                               | Mejor actor de reparto           | Ed Harris                        | Candidato |
| Academy Awards                               | Mejor director                   | Peter Weir                       | Candidato |
| Academy Awards                               | Mejor guion original             | Andrew Niccol                    | Candidato |
| American Comedy Awards                       | Actor más gracioso               | Jim Carrey                       | Candidato |
| Australasian Performing Right Association    | Mejor banda sonora               | Burkhard Dallwitz                | Candidato |
| Australian Film Institute                    | Mejor película extranjera        | Peter Weir                       | Candidato |
| Blockbuster Entertainment Awards             | Mejor actor de reparto – Drama   | Ed Harris                        | Ganador   |
| Blockbuster Entertainment Awards             | Mejor actor – Drama              | Jim Carrey                       | Candidato |
| Blockbuster Entertainment Awards             | Mejor actriz de reparto – Drama  | Laura Linney                     | Candidata |
| Bogey Awards                                 | Premio Bogey                     |                                  | Ganadora  |
| British Academy Film Awards                  | Mejor produccuón                 | Dennis Gassner                   | Ganador   |
| British Academy Film Awards                  | Mejor guion                      | Andrew Niccol                    | Ganador   |
| British Academy Film Awards                  | Premio David Lean a la dirección | Peter Weir                       | Ganador   |
| British Academy Film Awards                  | Mejor fotografía                 | Peter Biziou                     | Candidato |
| British Academy Film Awards                  | Mejor película                   |                                  | Candidata |
| British Academy Film Awards                  | Mejor actor de reparto           | Ed Harris                        | Candidato |
| British Academy Film Awards                  | Mejores efectos especiales       |                                  | Candidata |
| British Society of Cinematographers          | Mejor fotografía                 | Peter Biziou                     | Candidato |
| Broadcast Film Critics Association           | Mejor película                   |                                  | Candidata |
| Chicago Film Critics Association             | Mejor banda sonora               | Burkhard Dallwitz                | Ganador   |
| Chicago Film Critics Association             | Mejor actor                      | Jim Carrey                       | Candidato |
| Chicago Film Critics Association             | Mejor director                   | Peter Weir                       | Candidato |
| Chicago Film Critics Association             | Mejor película                   |                                  | Candidata |
| Chicago Film Critics Association             | Mejor guion                      | Andrew Niccol                    | Candidato |
| Costume Designers Guild                      | Mejor vestuario                  | Marilyn Matthews                 | Candidata |
| Directors Guild of America                   | Mejor director                   | Peter Weir                       | Candidato |
| Empire Awards                                | Mejor película                   |                                  | Candidata |
| European Film Awards                         | Screen International Award       | Peter Weir                       | Ganador   |
| Film Critics Circle of Australia             | Mejor película extranjera        |                                  | Ganadora  |
| Florida Film Critics Circle Awards           | Mejor director                   | Peter Weir                       | Ganador   |
| Fotogramas de Plata                          | Mejor película extranjera        |                                  | Ganadora  |
| Golden Globe Awards                          | Mejor actor – Drama              | Jim Carrey                       | Ganador   |
| Golden Globe Awards                          | Mejor actor de reparto           | Ed Harris                        | Ganador   |
| Golden Globe Awards                          | Mejor banda sonora               | Philip Glass y Burkhard Dallwitz | Ganadores |
| Golden Globe Awards                          | Mejor director                   | Peter Weir                       | Candidato |
| Golden Globe Awards                          | Mejor película – Drama           |                                  | Candidata |
| Golden Globe Awards                          | Mejor guion                      | Andrew Niccol                    | Candidato |
| Golden Satellite Awards                      | Mejor dirección de arte          | Dennis Gassner                   | Ganador   |
| Hugo Award                                   | Mejor presentación               | Peter Weir                       | Ganador   |
| International Monitor Awards                 | Theatrical Release               |                                  | Ganador   |
| Nastro d'argento                             | Mejor doblaje masculino          | Roberto Pedicini (Jim Carrey)    | Ganador   |
| Nastro d'argento                             | Mejor director extranjero        | Peter Weir                       | Candidato |
| Kids' Choice Awards                          | Mejor actor de cine              | Jim Carrey                       | Candidato |
| Círculo de Críticos de Cine de Londres       | Director del año                 | Peter Weir                       | Ganador   |
| Círculo de Críticos de Cine de Londres       | Guionista del año                | Andrew Niccol                    | Ganador   |
| Círculo de Críticos de Cine de Londres       | Película del año                 |                                  | Ganadora  |
| Los Angeles Film Critics Association Awards  | Mejor diseño de producción       | Dennis Gassner                   | Candidato |
| MTV Movie Awards                             | Mejor actor                      | Jim Carrey                       | Ganador   |
| MTV Movie Awards                             | Mejor película                   |                                  | Candidata |
| Motion Picture Sound Editors                 | Mejor edición de sonido          |                                  | Candidata |
| Movieguide Awards                            | Grace Award                      | Jim Carrey                       | Ganador   |
| National Board of Review Awards              | Mejor actor de reparto           | Ed Harris                        | Ganador   |
| Online Film Critics Society Awards           | Mejor guion                      | Andrew Niccol                    | Ganador   |
| Online Film Critics Society Awards           | Mejor director                   | Peter Weir                       | Candidato |
| Online Film Critics Society Awards           | Mejor película                   |                                  | Candidata |
| Online Film Critics Society Awards           | Mejor montaje                    |                                  | Candidata |
| Online Film Critics Society Awards           | Mejor actor de reparto           | Ed Harris                        | Candidato |
| Robert Festival                              | Mejor película estadounidense    |                                  | Ganadora  |
| Saturn Awards                                | Mejor película de fantasía       |                                  | Ganadora  |
| Saturn Awards                                | Mejor guionista                  | Andrew Niccol                    | Ganador   |
| Saturn Awards                                | Mejor actor                      | Jim Carrey                       | Candidato |
| Saturn Awards                                | Mejor director                   | Peter Weir                       | Candidato |
| Saturn Awards                                | Mejor actor de reparto           | Ed Harris                        | Candidato |
| Southeastern Film Critics Association Awards | Mejor actor de reparto           | Ed Harris                        | Ganador   |
| Southeastern Film Critics Association Awards | Mejor director                   | Peter Weir                       | Candidato |
| Semana Internacional de Cine de Valladolid   | Espiga de Oro                    | Peter Weir                       | Candidato |
| Writers Guild of America Awards              | Mejor guion original             | Andrew Niccol                    | Candidato |
| Youth in Film Awards                         | Mejor película familiar          |                                  | Candidata |

## El delirio deThe Truman Show
Joel Gold, un psiquiatra del Bellevue Hospital Center, reveló en 2008, que cinco de sus pacientes con esquizofrenia creían vivir dentro de un show de televisión. Gold llamó a este síndrome «Delirio de The Truman Show» y atribuyó el delirio a un mundo necesitado de publicidad.
Gold señaló que algunos pacientes eran felices con su síndrome mientras que otros estaban atormentados. Uno de ellos viajó a Nueva York para ver si el World Trade Center había sido derribado, creyendo que los atentados del 11 de septiembre de 2001 tenían que ver con la trama de su show. Otro escaló la Estatua de la Libertad, creyendo que como parte del show se reuniría allí con su antigua novia del instituto. En agosto de 2008, el British Journal of Psychiatry informó de casos similares en el Reino Unido. Este delirio también se ha llamado informalmente «Síndrome de Truman».
Después de saber sobre esta condición, Andrew Niccol, escritor de The Truman Show, dijo: «Sabes que has triunfado cuando tienes una enfermedad que lleva tu nombre».